# Суитин, Джоди
Джо́ди Ли Энн Суи́тин (англ. Jodie Lee Ann Sweetin; 19 января 1982, Лос-Анджелес, Калифорния, США) — американская актриса. Лауреат премии «Молодой актёр» (1990) за роль Стефани Таннер из телесериала «Полный дом» (1987—1995).

## Личная жизнь
В 2002—2006 года Джоди была замужем за Шоном Холгуайном.
В 2007—2010 года Джоди была замужем за Коди Херпином. В этом браке Сутин родила своего первенца — дочь Зои Лорелмэй Херпин (род.12.04.2008).
С 15 марта 2012 года Джоди замужем в третий раз за Морти Койлом, с которым она не живёт вместе с июня 2013 года. В этих отношениях Суитин родила свою вторую дочь — Беатрикс Кэрлин Суитин-Койл (род.31.08.2010).

## Избранная фильмография
| Год       |   | Русское название | Оригинальное название | Роль                       |
| --------- | - | ---------------- | --------------------- | -------------------------- |
| 1987—1995 | с | Полный дом       | Full House            | Стефани Таннер             |
| 2007      | ф | Фарс пингвинов   | Farce of the Penguins | пингвин «Он такой толстый» |